# Paradise (singolo Phoebe Cates)
Paradise, distribuito anche con il titolo Theme from "Paradise", è  un singolo dell'attrice statunitense Phoebe Cates, pubblicato nel 1982 come primo estratto dall'album Paradise. Il singolo è il tema del film omonimo.

## Il disco
Il brano Paradise è tratto dalla colonna sonora del film omonimo, di cui è il tema principale. Autori del brano sono L. Russell Brown e  Joel Diamond.
Il singolo venne pubblicato in USA su etichetta Columbia. In Italia, dove venne invece pubblicato su etichetta CBS, raggiunse il primo posto delle classifiche, risultando il secondo 45 giri più venduto del 1982 dopo Der Kommissar di Falco. Il brano partecipò inoltre ad Azzurro 1982.

## Tracce
7" internazionale
Testi e musiche di Brown/Diamond.
1. Paradise – 3:53
2. Paradise (instrumental) – 3:53

Durata totale: 7:46
7" USA
Testi e musiche di Brown/Diamond.
1. Intro – 0:05
2. Paradise – 3:53
3. Paradise (strumentale) – 3:53

Durata totale: 7:51
7" Giappone
Testi e musiche di Brown/Diamond.
1. Theme from "Paradise" – 3:57
2. Theme from "Paradise" (instrumental) – 3:57

Durata totale: 7:54
12" Colombia
Testi e musiche di Brown/Diamond.
1. Paradise
2. Paradise (instrumental)

## Classifiche
| Classifica | Posizione massima | Nr. di settimane |
| ---------- | ----------------- | ---------------- |
| Italia     | 1                 |                  |